# Dick's Picks Volume 12
Dick's Picks Volume 12 es el duodécimo álbum en vivo de Dick's Picks, serie  de lanzamientos en vivo de la banda estadounidense Grateful Dead. Fue grabado el 26 de junio de 1974 en el Providence Civic Center, en Providence, Rhode Island y el 28 de junio de 1974 en el Boston Garden, en Boston, Massachusetts.

## Caveat emptor
Cada volumen de Dick's Picks tiene su propia etiqueta “caveat emptor”, que informa al oyente sobre la calidad del sonido de la grabación. La etiqueta del volumen 12 dice:
“Este lanzamiento fue masterizado digitalmente directamente desde la cinta analógica original de 7½ ips de media pista. Es un vistazo de historia, no una grabación profesional moderna y, por lo tanto, puede exhibir algunas anomalías técnicas menores y los efectos inevitables de los estragos del tiempo.”

## Recepción de la crítica
Dan Alford lo describió como “sin duda, un momento destacable de la serie. John Metzger de The Music Box le otorgó una calificación de 4 estrellas y media sobre 5.
En All About Jazz, Doug Collette declaró que el álbum, “documenta un punto en la evolución de la icónica banda en el que el péndulo de la improvisación se balanceaba hacia una interpretación más abierta después del enfoque más estructurado que adoptaron a principios de la década”. Él añadió que: “Este paquete encuentra a The Dead no solo estirándose en sus propias composiciones, sino atravesando alegre y valientemente el espacio abierto”.

## Lista de canciones
Todas las canciones escritas y compuestas por Jerry Garcia y Robert Hunter, excepto donde esta anotado. 
| Disco uno |                       |                                                     |          |  |
| N.º       | Título                | Escritor(es)                                        | Duración |  |
| 1.        | «Jam»                 | Grateful Dead                                       | 2:30     |  |
| 2.        | «China Cat Sunflower» |                                                     | 11:25    |  |
| 3.        | «Mind Left Body Jam»  | Grateful Dead                                       | 1:40     |  |
| 4.        | «I Know You Rider»    | tradicional, arr. por Grateful Dead                 | 6:12     |  |
| 5.        | «Beer Barrel Polka»   | Lew Brown Wladimir Timm Jaromír Vejvoda Vašek Zeman | 1:08     |  |
| 6.        | «Truckin'»            | Garcia Hunter Phil Lesh Bob Weir                    | 11:06    |  |
| 7.        | «Other One Jam»       | Grateful Dead                                       | 3:07     |  |
| 8.        | «Spanish Jam»         | Grateful Dead                                       | 15:14    |  |
| 9.        | «Wharf Rat»           |                                                     | 9:51     |  |
| 10.       | «Sugar Magnolia»      | Hunter Weir                                         | 9:53     |  |

| Disco dos |                     |                |          |  |
| N.º       | Título              | Escritor(es)   | Duración |  |
| 1.        | «Eyes of the World» |                | 11:42    |  |
| 2.        | «Seastones»         | Ned Lagin Lesh | 4:53     |  |
| 3.        | «Sugar Magnolia»    |                | 6:13     |  |
| 4.        | «Scarlet Begonias»  |                | 9:31     |  |
| 5.        | «Big River»         | Johnny Cash    | 5:44     |  |
| 6.        | «To Lay Me Down»    |                | 8:24     |  |
| 7.        | «Me and My Uncle»   | John Phillips  | 3:18     |  |
| 8.        | «Row Jimmy»         |                | 8:17     |  |

| Disco tres |                                   |                                      |          |  |
| N.º        | Título                            | Escritor(es)                         | Duración |  |
| 1.         | «Weather Report Suite»            | Eric Andersen John Perry Barlow Weir | 14:35    |  |
| 2.         | «Jam»                             | Grateful Dead                        | 27:54    |  |
| 3.         | «U.S. Blues»                      |                                      | 9:41     |  |
| 4.         | «Promised Land»                   | Chuck Berry                          | 3:02     |  |
| 5.         | «Goin' Down the Road Feeling Bad» | tradicional, arr. por Grateful Dead  | 8:24     |  |
| 6.         | «Sunshine Daydream»               | Hunter Weir                          | 4:46     |  |
| 7.         | «Ship of Fools»                   |                                      | 6:39     |  |

## Créditos y personal
Créditos adaptados desde el folleto que acompaña al CD.
Grateful Dead
- Jerry Garcia – voz principal y coros, guitarra líder
- Donna Jean Godchaux – coros
- Keith Godchaux – teclado
- Bill Kreutzmann – batería
- Phil Lesh – bajo eléctrico, coros
- Bob Weir – guitarra rítmica, coros

Personal técnico
- Bill Candelario – grabación
- Dick Latvala – archivista
- Jeffrey Norman – masterización
- John Cutler – ferromagnetista

Diseño
- Gekko Graphics – diseño de portada
- Jim Anderson, Mary Ann Mayer, Bruce Polonsky – fotografía